# ランオン
ランオン（英: run-on）とは、ガソリンエンジンでエンジンのスイッチをオフにして点火を止めてもエンジンが回転し続ける事を言う。

## 概要
ランオンは、他にディーゼリング(dieseling)とも呼ぶ。
ガソリンエンジンでは、連続走行によりエンジンが過熱気味の状態で点火を止める時に起こる事があり過熱したスパークプラグやシリンダー内に付着したすすなどが原因となり自然発火する。
ディーゼルエンジンは点火無しで動く事からディーゼリングと名が付いた。
英語では他にオートイグニッション(auto-ignition)、ランニングオン(running-on)、セルフイグニッション(self-ignition)とも呼ばれる。